# Pedofília
|  | No s'ha de confondre amb Pederàstia. |

La pedofília és la preferència sexual d'un adult vers impúbers. Com a diagnosi mèdica, està tipificat com una parafília, un trastorn de la personalitat i del comportament sexual adult. Un pedòfil és una persona que experimenta aquest tipus d'atracció.
El terme té diferents definicions en psiquiatria, psicologia, legals o usos socials. Generalment no comporta una relació genital. En aquest cas es tracta de pederàstia, la qual cosa està tipificada com a delicte quan s'esdevé amb menors per sota de l'edat de consentiment, en considerar-se que per sota d'aquesta edat no poden consentir les relacions sexuals en cap cas.
En cercles especialitzats, s'usen termes específics: efebofília per referir-se a la preferència sexual vers adolescents tardans (15 a 19 anys), hebefília per referir-se a la preferència sexual cap a adolescents primerencs (12 a 14 anys) i la pedofília per referir-se a la preferència sexual pels nens pre-púbers. La infantofília és la condició en la qual persones adultes experimenten atracció sexual cap a nens d'entre 0 i 5 anys.
La Classificació internacional de malalties de l'Organització Mundial de la Salut (OMS) defineix la pedofília com la preferència sexual per infants d'edat prepuberal o principis de la pubertat. Aquest criteri inclou com a pedòfils adolescents de 16 anys o més i com a mínim 5 anys majors que l'infant. El Manual Diagnòstic dels Trastorns Mentals de l'Associació Americana de Psiquiatria defineix la pedofília com una parafília en la qual una persona té intensos i recurrents impulsos sexuals i fantasies vers infants impúbers i en què aquests causen angoixa o dificultats interpersonals.

## Etimologia i definició
Etimològicament, el mot pedofília està format pels vocables grecs παις-παιδος, 'nen-noi', i φιλία, 'amor'. El significat etimològic de pedofília és, per tant, "amor als nens".
La definició mèdica oficial és la de la Classificació Internacional de Malalties de l'OMS, així com la de les diverses associacions psiquiàtriques, entre elles l'AAP. Aquestes organitzacions defineixen la pedofília com una atracció sexual primària dels adults vers els infants prepubescents o de pubertat primerenca i la consideren com un trastorn mental i de la conducta.
Els activistes pedòfils defineixen la pedofília com una preferència sexual pels infants i, segons un significat extensiu, pels adolescents, basada en l'amor electiu per aquests i comparable a qualsevol orientació sexual. Afirmen també que els nens i els adolescents poden desitjar i consentir les relacions sexuals amb adults i fan una distinció taxativa entre pedofília i abús sexual.

### Diagnosi mèdica
La pedofília és considerada actualment un trastorn de la preferència sexual i és recollida com a tal en la Classificació Internacional de Malalties (CIM) de l'Organització Mundial de la Salut. Aquesta, en la seva desena versió, coneguda per l'acrònim CIM-10, engloba la pedofília dins dels trastorns de l'orientació sexual (codi F65.4) i la defineix com una "preferència sexual cap als infants, nens o nenes o ambdós, normalment d'edat prepubescents o pubescents primerencs". Aquest trastorn ha de seguir dos criteris: una preferència sexual persistent o predominant cap a nens prepubescents o nois i que la persona que la sent tingui almenys 16 anys i sigui almenys cinc anys més gran que l'altra.
Per la seva banda, el Manual Diagnòstic i Estadístic dels Trastorns Mentals (Diagnostic and Statistical Manual of Mental Disorders) elaborat per l'Associació Americana de Psiquiatria classifica la pedofília (codi 302.2) com un trastorn de la preferència sexual i descriu un seguit de criteris específics per al seu diagnòstic, que inclouen:
1. Durant un període d'almenys sis mesos, fantasies sexuals recurrents i altament excitants, impulsos sexuals o comportaments que impliquen activitat sexual amb nens prepúbers o nens una mica més grans (generalment de 13 anys o menys).[6]
2. Les fantasies, els impulsos sexuals o els comportaments provoquen malestar clínicament significatiu o deteriorament social, laboral o d'altres àrees importants de l'activitat de l'individu.[6]
3. La persona té almenys 16 anys i és com a mínim cinc anys més gran que el nen o els nens del criteri a (no s'hi ha d'incloure individus en les darreres etapes de l'adolescència que es relacionen amb persones de 12 o 13 anys).[6]

El DSM IV assenyala que "la gent que presenta pedofília declara sentir-se atreta pels nens dins d'un marge d'edat particular". Quant a les seves preferències: nens, nenes i alguns, els dos sexes. Tanmateix, especifica que els qui se senten atrets per nenes, solen buscar-les entre 8 i 10 anys, mentre que els qui es fixen en nens "els prefereixen una mica més grans". I afegeix que la pedofília orientada a les nenes "és molt més freqüent que la que afecta els nens".
El DSM distingeix entre pedòfils de tipus "exclusiu" (només els agraden els prepúbers) i "no exclusiu" (poden agradar-los els prepúbers, però també els adults). El diagnòstic, per tant, es pot fer sobre la base de la simple presència de fantasies o desigs sexuals, encara que no s'hagi posat en pràctica.

### Orígens diagnòstics
El terme paedophilia erotica va ser utilitzat per primera vegada el 1886 pel psiquiatre vienès Richard von Krafft-Ebing en la seva obra Psychopathia Sexualis: eine Klinisch-Forensische Studie [Psicopatia sexual: un estudi clínic-forense], en el capítol titulat "Violació d'individus per sota dels catorze anys" centrat en aspectes de la psiquiatria forense sobre delinqüents sexuals en general que actuen contra nens. Krafft-Ebing hi descriu diferents tipologies de delinqüents, els divideix segons un origen psicopatològic o no psicopatològic i assenyala com a hipòtesis diferents factors que podrien portar a l'abús sexual infantil.
Krafft-Ebing esmenta la paedophilia erotica com una "perversió psicosexual" i la compara amb el fetitxisme, ja que els nens no són més que un objecte del desig. Escriu que només l'ha trobada quatre vegades durant la seva carrera, dona una descripció breu de cada cas i enumera tres trets comuns:
1. L'individu és depravat per predisposició degenerativa.
2. L'objecte principal d'atracció sexual són els nens més que no pas els adults.
3. Els actes libidinosos comesos consisteixen habitualment només en tocaments i masturbació.

Hi esmenta alguns casos de pedofília entre dones adultes (suggerits per un altre metge) i assevera que l'abús de nens per part d'homosexuals és extremadament infreqüent. Per aclarir millor aquest punt, indica que els casos d'homes adults amb algun trastorn mèdic o neurològic que abusen sexualment de nens no són pedofília autèntica i assenyala que les víctimes d'aquests homes tendeixen a ser grans i pubescents. També defineix la "pseudopaedophilia" com un trastorn relacionat amb "individus que han perdut la libido envers els adults a través de la masturbació i posteriorment s'han inclinat cap als nens per satisfer el seu desig sexual" i afirma que això és molt més habitual.
El neuròleg austríac Sigmund Freud va escriure breument sobre el tema en el seu llibre de 1905 Drei Abhandlungen zur Sexualtheorie [Tres assajos sobre la teoria de la sexualitat], en l'article titulat «Impúbers i animals com a objectes sexuals». Escriu que la pedofília exclusiva és poc freqüent i només a vegades els impúbers són objectes sexuals exclusius. Diu que en general són objecte de desig quan una persona feble "els utilitza com a substituts", o quan un instint incontrolable busca la gratificació immediata i no pot trobar un objecte més apropiat. Estableix un paral·lelisme entre pedofília i zoofília.
El 1906, el psiquiatre i neuroanatomista suís Auguste Forel va proposar el terme "pederosi" com a disposició patològica de desig sexual vers els infants. Semblantment a Krafft-Ebing, Forel distingeix entre l'abús incidental per persones amb demència o altres trastorns i el desig realment preferencial i gairebé exclusiu vers els infants. Tanmateix, a diferència de Krafft-Ebing, Forel pensava que es tracta d'una disposició hereditària probablement determinada per trastorns emocionals produïts durant la infància i que només es pot curar amb psicoanàlisi.
El terme pedofília va esdevenir el més usat per referir-se a una tendència sexual que hom considerava un trastorn i relacionava amb abusos sexuals. Va assolir una acceptació generalitzada durant el segle XX i va aparèixer en els diccionaris mèdics més populars. El 1952 va ser inclòs en la primera edició del Manual Diagnòstic i Estadístic dels Trastorns Mentals. Aquesta edició i la posterior (DSM II) llistaven la pedofília com un subtipus de la classificació "desviació sexual", però no s'hi suggeria cap criteri diagnòstic. El DSM-III, publicat el 1980, incloïa una descripció detallada de la pedofília com a malaltia i oferia un seguit de directrius per a la diagnosi. La revisió del 1987, el DSM-III-R, va mantenir en gran manera la mateixa descripció, però va actualitzar i ampliar els criteris diagnòstics.

## Aproximació històrica
Els costums sexuals han variat força amb el pas del temps i de regió a regió. Els conceptes "nen/adult" estan sotmesos, també, a aquesta variabilitat cultural. Els límits d'edat entre la infantesa i l'edat adulta varien segons els costums culturals i socials, així com els valors, atributs i formes de comportament d'aquests. La forma com es conceptualitzen aquests trets actualment són un altre producte recent de la història de la humanitat, que en gran part es relaciona amb el desenvolupament de les disciplines socials i humanes que es donaren a partir de la segona meitat del segle xix.
A l'Antiga Grècia, la pedofília era una relació i un pont, tant sexual com de castedat, entre un home adolescent i un home adult aliè a la seva família immediata i era considerava una institució educativa per a la inculcació de valors morals i culturals. Plató, tot i valorar positivament altres aspectes, fou un dels primers a criticar les relacions sexuals dins d'aquest costum, proposant que evitessin qualsevol expressió carnal i que, en lloc d'admirar les virtuts dels amants estimessin la virtut en si mateixa de forma abstracta. Mentre que la còpula amb els nens sovint es criticava i era considerada com vergonyosa i brutal, altres aspectes de la relació es consideraven beneficioses, com s'indica en proverbis com aquest: «Un amant és el millor amic que pot tenir un noi».
Hi ha documentades relacions anàlogues en altres pobles antics, com ara els tracis. L'oposició als aspectes carnals de la pedofília concorren amb la pràctica d'aquesta, tant dins com fora de les cultures en què s'ha donat. Entre els antics grecs, unes poques ciutats la prohibiren, i en unes altres, com Esparta, només es permetia la forma casta de la pedofília, d'acord amb Xenofont. Així mateix, els escrits de Plató devaluen i finalment condemnen les relacions sexuals amb nens, tot valorant l'autodisciplina de l'amant a l'hora d'abstenir-se de consumar la relació.
Entre les tribus nandis africanes, totes les nenes a partir de 8 anys es consideren objecte de possessió comuna i qualsevol pot cohabitar amb elles, ja sigui jove o adult.

## Activisme pedòfil

Símbol en forma de papallona que representa la pedofília. Està format per quatre cors: un de gran i blau per a l'home, un de gran i rosa per a la dona, un de petit i blau per al nen i un de petit i rosa per a la nena. És utilitzat per associacions de defensa dels pedòfils.

L'activisme pedòfil, anomenat també activisme propedofília o moviment pedòfil, és un moviment social i polític internacional que defensa l'acceptació social de la pedofília i de les relacions sexuals consentides entre adults i menors, i que malda per aconseguir, amb aquest objectiu, canvis socials i legislatius com l'abolició o la reforma de l'edat de consentiment sexual, el reconeixement de la pedofília com una orientació sexual específica i la seva eliminació com a parafília de les llistes de malalties i trastorns mentals de l'Organització Mundial de la Salut (OMS), de l'Associació Americana de Psiquiatria (AAP) i d'altres institucions oficials.
El moviment va sorgir als Països Baixos durant la dècada de 1950, a través de l'activitat del psicòleg Frits Bernard i del senador i jurista Edward Brongersma. Seguidament es crearen associacions de defensa de la pedofília en diversos països. En el context de la revolució sexual dels anys setanta va experimentar un avenç transitori cap als seus objectius a l'Europa occidental, principalment als Països Baixos, però va començar a declinar a partir dels anys vuitanta i sobretot als anys noranta.
Entre la darreria dels anys seixanta i començament dels vuitanta del segle xx, a països com Alemanya, Dinamarca, els Estats Units, els Països Baixos i Suècia, aprofitant un buit legal que permetia la distribució de pornografia infantil, es van publicar revistes impreses com Lolita, en les quals apareixien des de simples nus infantils fins a escenes de sexe explícit, tant d'incest com d'actes amb menors. El 1979 es llença el primer número de Pan: A Magazine About Boy-Love (posteriorment Paedo Alert News), una revista en anglès dirigida als pedòfils homosexuals. El 1987 es crea Paidika: The Journal of Paedophilia, fins al 1995, una revista acadèmica publicada als Països Baixos. El consell de redacció i els acadèmics que havien publicat articles o concedit entrevistes a la revista van rebre crítiques per part dels seus detractors, com Bruce Rind, Robert Bauserman i Ralph Underwager.
La classe mèdica està àmpliament en desacord amb les afirmacions dels activistes pedòfils sobre la innocuïtat dels contactes sexuals entre adults i infants en un gran percentatge de casos. El 1998, l'Associació Americana de Psicologia, i amb més vehemència l'Associació Americana de Psiquiatria, van declarar, en nota oficial, que rebutjaven frontalment les idees de «normalització» o «neutralització» de la pedofília.

## Activisme antipedòfil

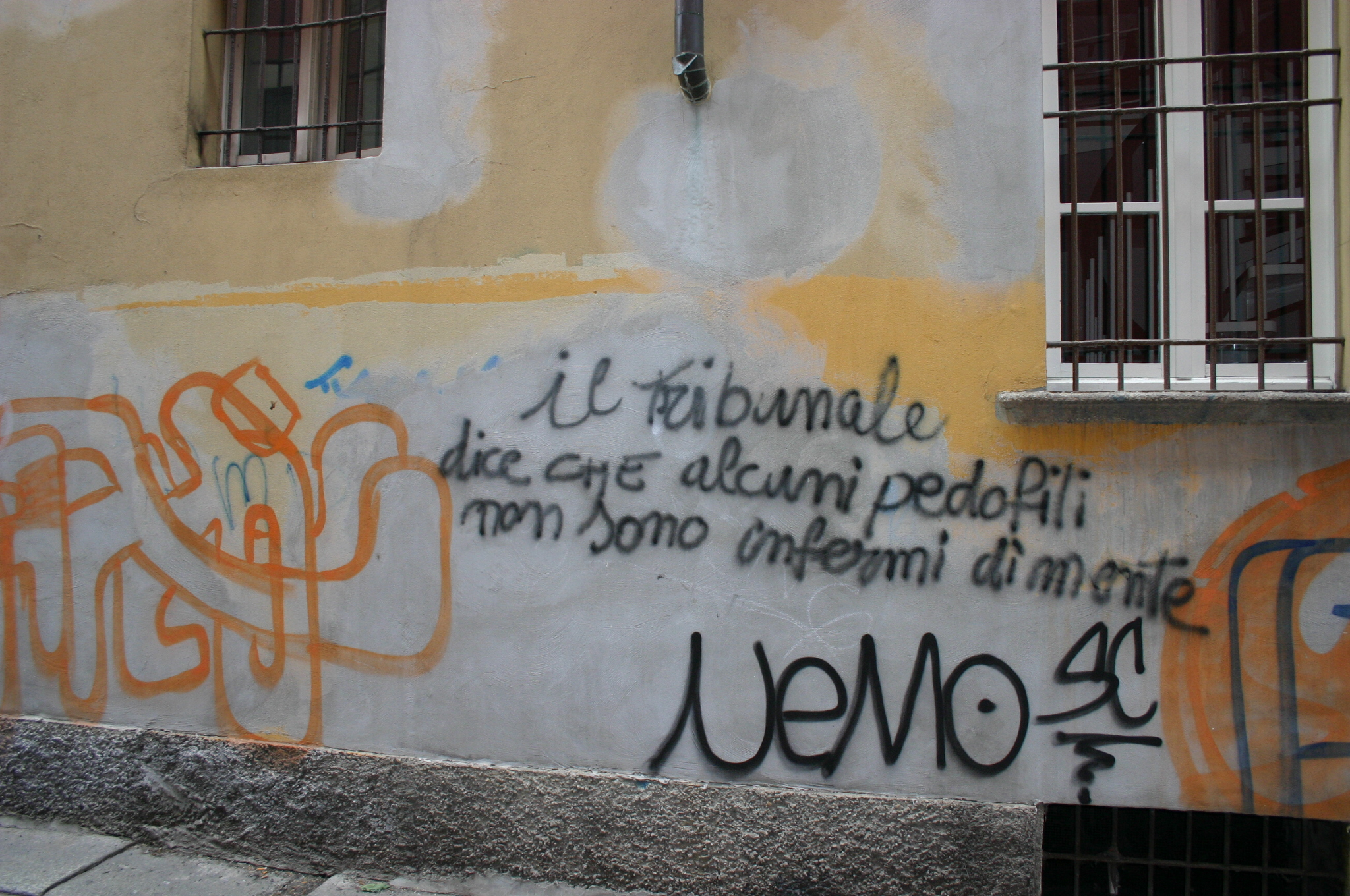
Grafit a Milà: «El Tribunal diu que alguns pedòfils no estan mentalment malalts» (és a dir, responsables penals)

L'activisme antipedòfil representa l'oposició als pedòfils i als grups de defensa pedòfils, i es mostra en contra d'altres fenòmens relacionats, com la pornografia infantil i l'abús sexual infantil. Gran part de les accions de grups antipedòfils són manifestacions en contra dels agressors sexuals, grups que defensen la legalització de l'activitat sexual entre adults i nens i els usuaris d'Internet que abusen dels adolescents menors d'edat.
A Internet, Perverted-Justice és una organització antipedòfila, antihebèfila i en contra de l'estupre que té com a missió exposar i condemnar els adults que sol·liciten relacions sexuals amb menors a Internet (grooming). Aquesta organització també persegueix els adults que busquen trobades sexuals amb menors d'edat (l'edat triada com a esquer és d'entre 10 i 15 anys). Després d'identificar aquests homes, que a vegades ofereixen els seus números de telèfon i altres detalls per a organitzar les trobades, l'organització cedeix la informació a la policia. El juny de 2007 alguns administradors de Perverted-Justice va llançar CorporateSexOffenders.com i el seu projecte associat Wikisposure, l'objectiu del qual és «senyalar les empreses i els pedòfils que utilitzen llurs serveis».

## Pedofília a l'Església catòlica
L'Església catòlica, sacsejada per escàndols sexuals de nens, està treballant per erradicar la pràctica entre els seus sacerdots. El 2 de febrer de 1961 el Vaticà va emetre un document, "Instrucció sobre l'acurada selecció i formació de candidats per als estats de perfecció i de les Sagrades Ordres", llevant del sacerdoci a qualsevol persona que tingui "la perversa inclinació a l'homosexualitat o la pederàstia."
Els casos d'abusos sexuals comesos per membres de l'Església catòlica són una sèrie d'acusacions, investigacions, judicis i condemnes de crims d'abusos sexuals contra infants comesos per preveres, monges i membres d'ordes catòlics contra nens i joves.

### Les víctimes
Els nens i joves víctimes dels abusos, alguns des dels 3 anys, i amb la majoria comesos contra nens d'entre 11 i 14 anys. Molts d'aquests casos s'han desenvolupat durant dècades i han passat molts anys des que l'abús es va cometre. Algunes acusacions s'han realitzat també contra membres de la jerarquia de l'Església Catòlica que no informà de les acusacions d'abusos sexuals a les autoritats legals; sinó que es limitaren a traslladar els preveres abusadors a altres parròquies, on els abusos continuaren. Això ha comportat diversos casos de frau, on l'Església ha estat acusada de menystenir les víctimes traslladant deliberadament els preveres acusats d'abusos, en comptes de retirar-los dels seus càrrecs.

### Cobertura mediàtica
Els casos han rebut una atenció significativa dels mitjans arreu del món, especialment al Canadà, a Irlanda i als Estats Units. En resposta a aquesta cobertura mediàtica, membres de la jerarquia de l'Església han afirmat que la cobertura dels mitjans ha estat excessiva i desproporcionada. D'acord amb un estudi del Pew Research Center, la cobertura dels mitjans principalment emanà dels Estats Units el 2002, quan el Boston Globe començà una investigació crítica. Pel 2010 la major part de la informació se centrà en els abusos a Europa. Des de 2001 a 2010, la Santa Seu ha considerat que les acusacions d'abusos sexuals relatives a uns 3.000 preveres poden retrocedir fins a 50 anys, d'acord amb el Promotor de Justícia vaticà. Els casos arreu del món mostren models d'abusos continuats des de molt temps i la cobertura dels informes. Els funcionaris diocesans i acadèmics diuen que els abusos sexuals per part del clergat generalment no es discuteix, i que és difícil de mesurar. A les Filipines, on un 85% de la població és catòlica, les denúncies d'abusos a menors per part de capellans seguí l'informe dels Estats Units el 2002.
La recerca i l'opinió dels experts el 2010 indicà que les proves no senyalaven que els homes pertanyents a l'Església Catòlica fossin més propensos que els altres a cometre abusos, i indicà que la prevalència dels abusos per part de capellans havia caigut significativament en els darrers 20 o 30 anys.